# Carl Larsson

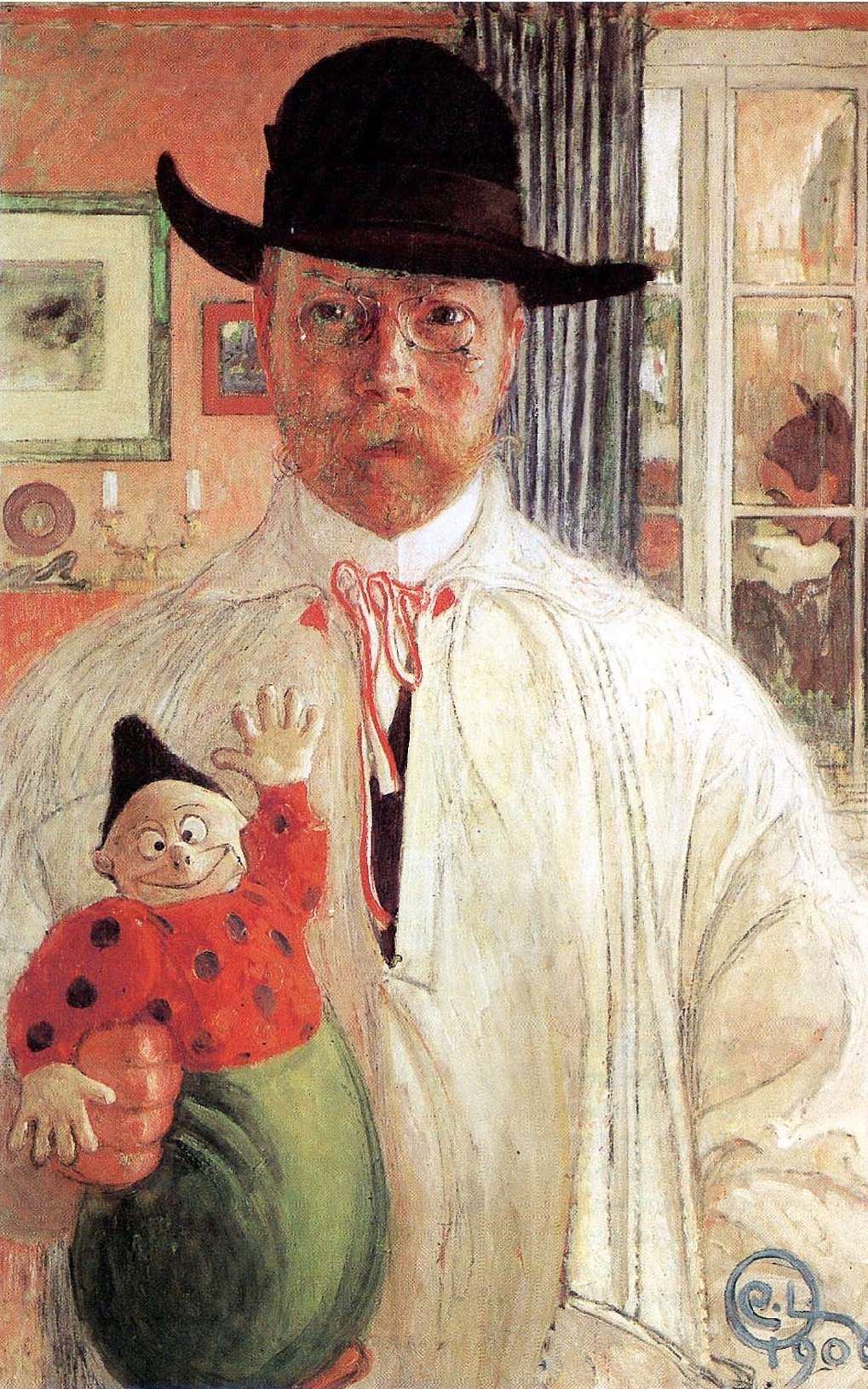
Zelfportret.

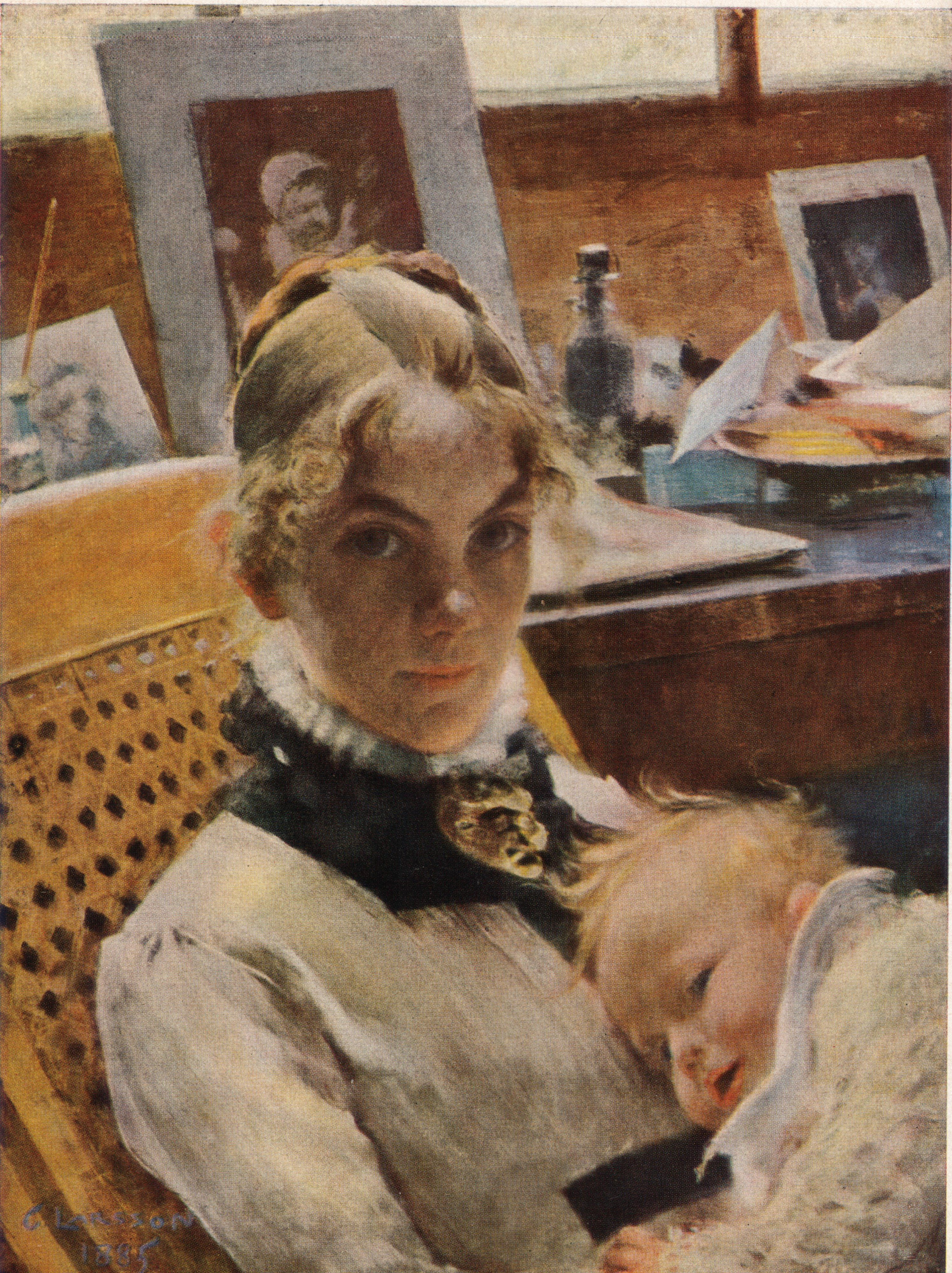
Schilderij van zijn vrouw en dochter Suzanne (1885)

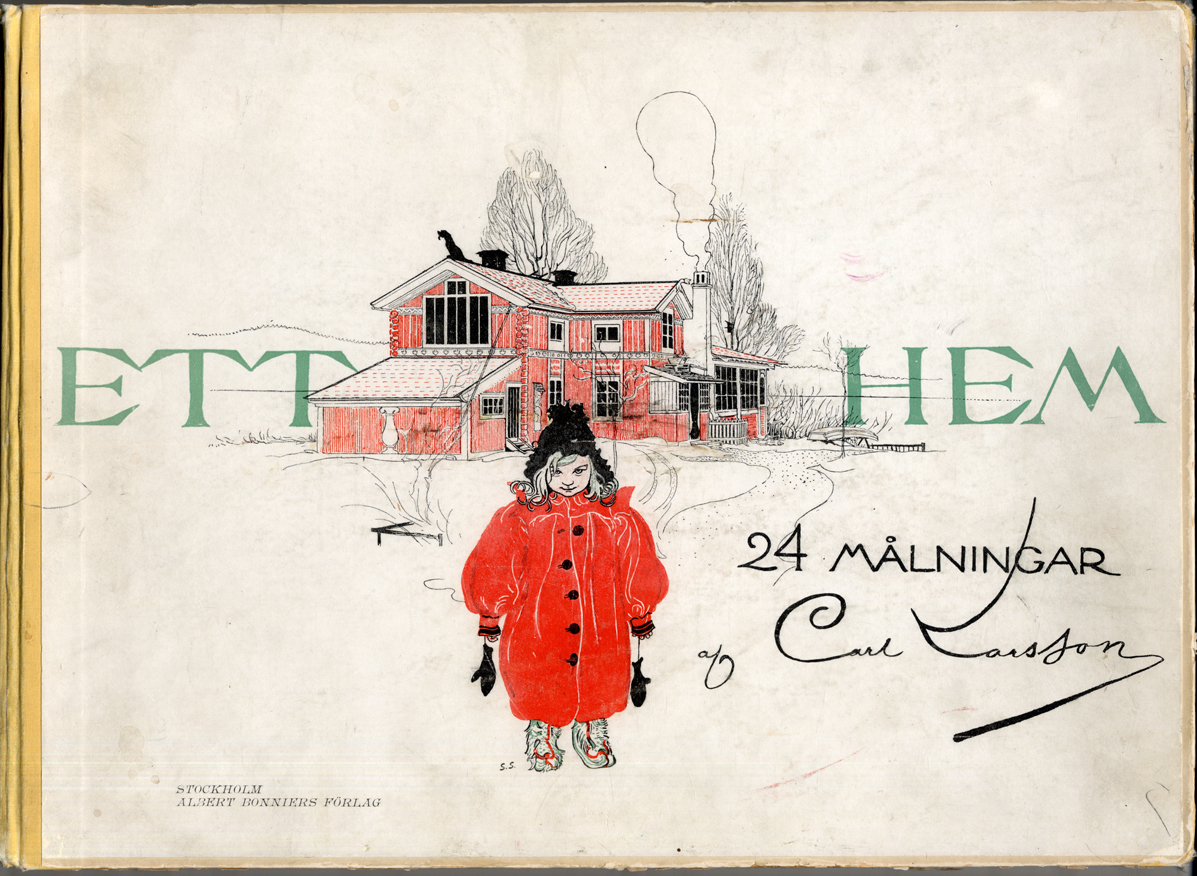
Bandtekening van Larssons boek Ett hem ('Een huis', 1899)

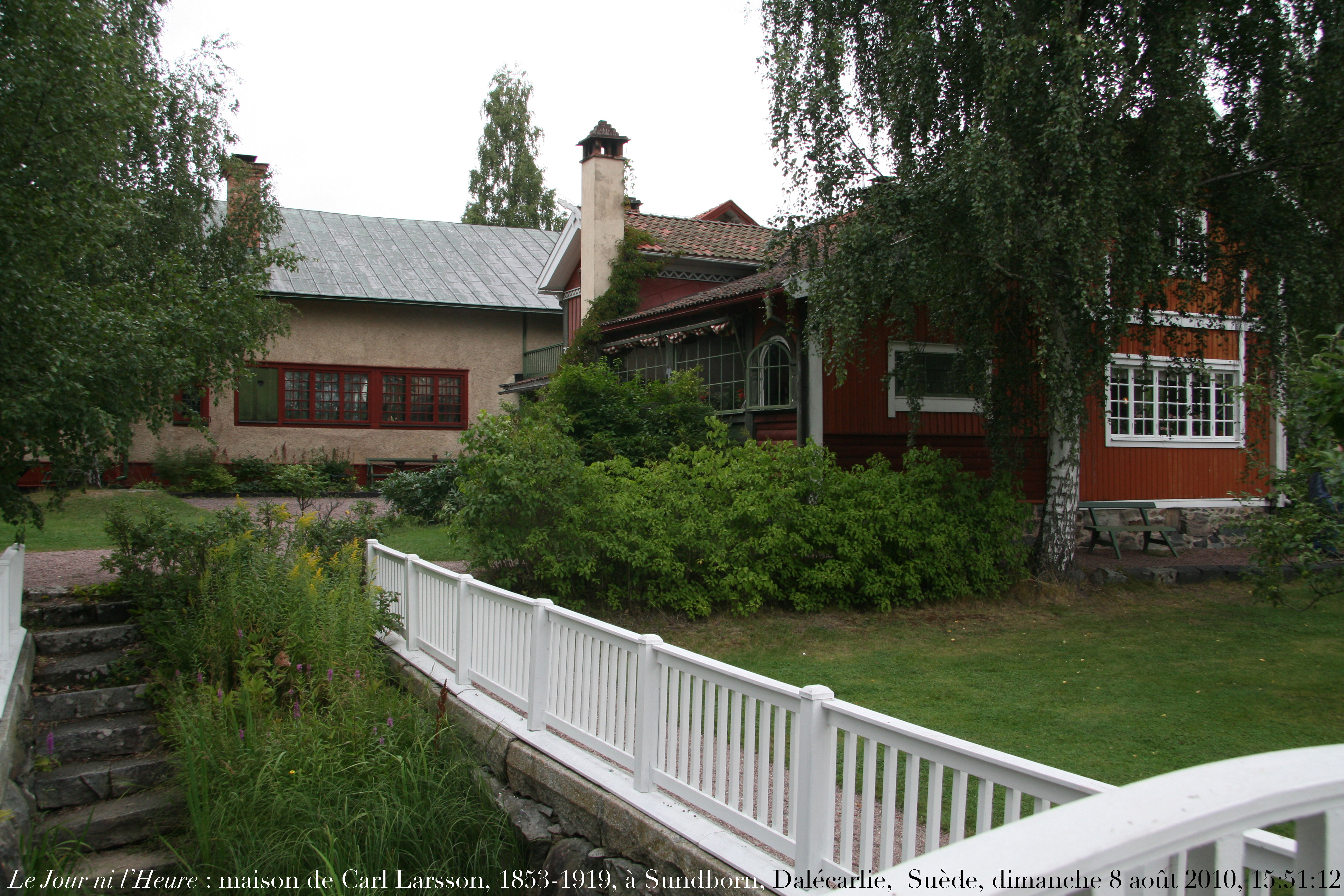
Het huis van Carl en Karin Larsson in Sundborn

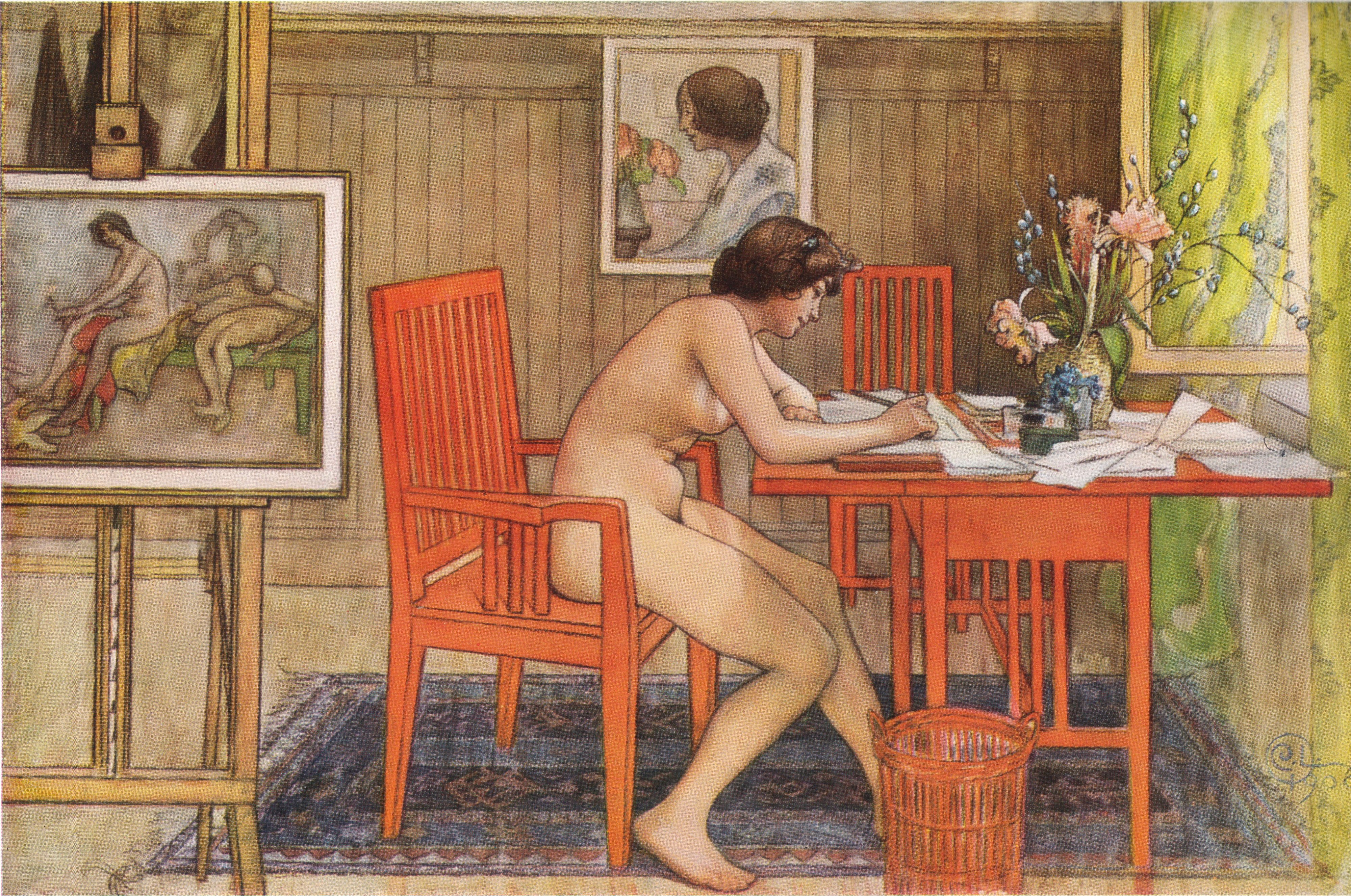
Modellen skriver vykort ('Het model schrijft ansichtkaarten', aquarel uit 1906)

Carl Larsson (Stockholm, 28 mei 1853 – Falun, 22 januari 1919) was een Zweedse kunstenaar die vooral grote bekendheid verwierf vanwege zijn aquarellen. Tevens werkte hij met olieverf en maakte meer dan honderd etsen. Daarnaast maakte hij muurschilderingen en hield zich samen met zijn tweede vrouw bezig met binnenhuisarchitectuur. 

## Levensloop
Larsson groeide op in een arm milieu. Toen hij 13 jaar was, bracht zijn leraar hem ertoe zich als leerling aan te melden bij de Stockholmse Kunstacademie. Hij werkte als fotograaf om zijn opleiding te kunnen betalen. In 1872 ging hij naar een modelschool, waar hij zijn eerste vrouw Vilhelmina Holmgren leerde kennen. 
Tijdens de daaropvolgende jaren illustreerde hij een aantal boeken om in het onderhoud van zijn gezin te voorzien. In 1877 stierf zijn vrouw in het kraambed van hun tweede kind. Ook de twee kinderen uit dit eerste huwelijk stierven jong. Deze gebeurtenissen waren mede oorzaak van Carl Larssons regelmatig terugkerende depressies, waar hij ook in zijn autobiografie Jag ("Ik") over schreef.
In 1877 had hij voldoende geld bij elkaar om naar Parijs te gaan. Hij bleef er een jaar. In de herfst van 1880 keerde hij naar Parijs terug, zonder daar veel succes te hebben. Tijdens de zomer van 1881 bezocht hij in de buurt van Fontainebleau de kunstenaarskolonie Grez-sur-Loing, waar hij van de natuur om hem heen aquarellen begon te maken. Larsson vond daarna zijn onderwerpen in zijn directe omgeving, zoals zijn vrouw Karin Larsson-Bergöö en hun pasgeboren dochter. 
In de periode 1885–1888 was hij weer in Zweden en schilderde buiten in de stad Stockholm. Hij sloot zich aan bij Opponenterna ("De Opponenten"), die onder andere de traditionele, naar Franse leest geschoeide Konstakademien bekritiseerden. In 1886 werd hij directeur van de kunstopleiding "Valands målarskola" in Göteborg. Hij ging opnieuw naar Parijs in de lente van 1888, om triptieken Rococo-Renaissance-Modernisme te schilderen. Daarna schilderde hij Zweedse vrouwen uit verschillende eeuwen in het trappenhuis van een meisjesschool in Göteborg.
Het Nationalmuseum in Stockholm besloot in 1888 dat de muren moesten worden beschilderd. De keuze van de motieven en de selectie van de kunstenaar nam verscheidene jaren in beslag. In 1891 won Larsson de eerste prijs in de wedstrijd, met zijn schetsen voor alle muren in de benedentrappenhal. In 1896 beschilderde hij de zes muren met fresco's. Voor de schilderingen in de trappenhal op de eerste etage had Larsson twee studies gemaakt: een met als thema koning Gustaaf I van Zwedens intocht in Stockholm in 1523 voor de ene korte zijde en de landing van Gustaaf II Adolf van Zweden in Duitsland voor de andere korte zijde. Alleen het eerste motief is daadwerkelijk uitgevoerd. Het tweede thema is vervangen door Midvinterblot.
In 1888 verhuisde het gezin naar Sundborn, waar zijn schoonvader hem een huis had gegeven, Lilla Hyttnäs. Hij kon er opnieuw aquarellen maken met zijn familie als motief. Zijn vrouw Karin en de kinderen Suzanne, Lisbeth, Kersti en de anderen figureren steeds opnieuw in zijn werk. Dit werk werd in 1897 verzameld in het boek Ett hem i Dalarne, 20 lavyrer med fyra färger ("Een huis in Dalarna, 20 tekeningen in vier kleuren"). Dit boek werd in 1899 in kleurendruk uitgegeven. Het verkocht goed en kreeg grote betekenis voor de woninginrichting en het ambacht. Deze gedachte is nauw verwant aan de opvattingen van Walter Crane en William Morris in het Verenigd Koninkrijk, die door een socialistisch ideaal worden gekenmerkt. 
Na 1900 werd het werk van Larsson ook sterk beïnvloed door het japonisme, zoals bijvoorbeeld te zien is in zijn aquarel Brita aan de piano uit 1908.
Larsson decoreerde ook het nieuwe Operahuis in Göteborg en de schouwburg Kungliga Dramaten in Stockholm.

## Midvinterblot-affaire

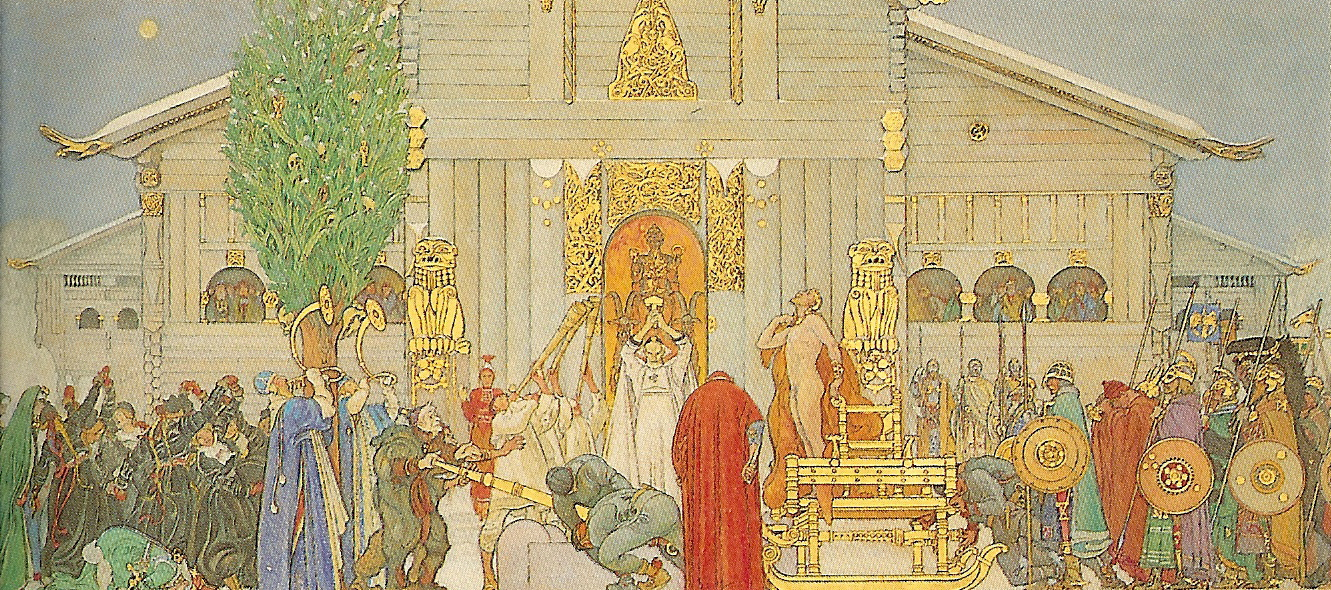
De vierde schets voor Midvinterblot (1915)

In 1911 schetste Larsson Midvinterblot ("Midwinteroffer"), dat volgens hem goed paste op een overgebleven vrije muur van het Nationalmuseum. Via meerdere schetsen leidde het in 1915 tot een immens schilderij gebaseerd op de verhalen in Noordse saga's (onder meer de Ynglingatal), waarin de Zweedse koning Dómaldr werd geofferd om de voedseltekorten te bezweren. 
Er brak onenigheid uit toen Larsson eiste dat het schilderij tegenover de intocht van Gustaaf I van Zweden in Stockholm zou worden geplaatst. Ten slotte werd het werk in 1916 geweigerd. Over de behandeling door de betreffende commissie was Larsson zeer verbitterd en hij kwam deze diepe teleurstelling niet meer te boven. Het schilderij kwam pas in 1992 in het Nationalmuseum, naar aanleiding van een tijdelijke tentoonstelling over Carl Larsson. In 1997 kocht het museum het doek aan, dat sindsdien op de door Larsson bedoelde plaats wordt tentoongesteld. 
Midvinterblot heeft een ander karakter dan Larssons eerdere werk door zijn persoonlijke keuze voor een allegorie over het voorchristelijke Zweden. Zijn inspiratie zou hij in 1908 in een visioen hebben gekregen. De op het doek afgebeelde voorwerpen zijn afkomstig uit verschillende perioden, van de bronstijd tot de vroege middeleeuwen. Er was destijds kritiek op het feit dat het werk veel anachronismen bevatte, hetgeen als een onwerkelijke weergave van het voorchristelijke Zweden werd gezien.

## Door Carl Larsson geschreven en geïllustreerde boeken
- De mina. Gammalt krafs af C.L. (Stockholm 1895)
- De mina och annat gammalt krafs av C.L. (Stockholm 1919)
- Ett Hem (Stockholm 1899)
- Larssons (Stockholm 1902)
- Spadarvet, mitt lilla lantbruk (Stockholm 1906)
- Das Haus in der Sonne (Düsseldorf & Leipzig 1909)
- Åt Solsidan (Stockholm, 1910)
- Andras barn (Stockholm, 1913)
- Jag (1931)

## Kinderen van Carl Larsson
Carl Larsson en zijn vrouw Karin Larsson-Bergöö (1859–1928) hadden acht kinderen:
- Suzanne (1884–1958)
- Ulf (1887–1905)
- Pontus (1888–1984)
- Lisbeth (1891–1979)
- Brita (1893–1982)
- Matts (1894–1895)
- Kersti (1896–1975)
- Esbjörn (1900–1937)

- Art Gallery of South Australia: 11006
- Bibsys: 90086003
- Biblioteca Nacional de España: XX994674
- Bibliothèque nationale de France: cb11911166h (data)
- CiNii: DA10238643
- Digitale Bibliotheek voor de Nederlandse Letteren: lars006
- Gemeinsame Normdatei: 118569821
- International Standard Name Identifier: 0000 0001 1020 2579
- KulturNav: 499ecba4-945b-4cd1-88a2-40df6bda5d47
- Library of Congress Control Number: n79106337
- Nationale Bibliotheek van Letland: 000106917
- MusicBrainz: ffdb2954-4db7-4ea6-ab4a-f4344e6dd216
- Bibliotheek van het Japanse parlement: 00446925
- Nationale Bibliotheek van Tsjechië: jn20000701010
- Nationale bibliotheek van Australië: 36532500
- Nationale Bibliotheek van Israël: 987007274226505171
- Nationale Bibliotheek van Polen: a0000001770353
- Nationale en Universitaire bibliotheek Zagreb: 000134341
- Nederlandse Thesaurus van Auteursnamen: 070645809
- Réseau des bibliothèques de Suisse occidentale: 02-A023120833
- RKD-Nederlands Instituut voor Kunstgeschiedenis: 48158
- LIBRIS: 221954
- SNAC: w65t6f09
- Système universitaire de documentation: 026967170
- Trove: 1276665
- Union List of Artist Names: 500006371
- Virtual International Authority File: 4932213
- WorldCat: E39PBJgd4C3wxdTbYyCgbJBtrq